# Nasser Nouraei
Nasser Nouraei (né le 16 juin 1954 en Iran) est un ancien joueur international de football iranien.

## Biographie

### Club
Il a joué dans le championnat durant sa carrière de club et a joué pour le Homa FC et le Persepolis FC.

### Internationale
Il fut également internationale avec l'équipe d'Iran de football et participa à la coupe du monde de football 1978 en Argentine ainsi qu'aux Jeux olympiques d'été de 1976 en tant que joueur clé de l'effectif.

## Palmarès
Avec l'Iran, il remporte la Coupe d'Asie des nations 1976 en battant le Koweït en finale.